# すずらん (フェリー・初代)
すずらんは、新日本海フェリーが運航していたフェリー。

## 概要
1993年春に旧船代替にあたり燃油価格の下落を背景として、北海道産の農産物や生乳の輸送ニーズ開拓、船員の生産性アップや他航路との差別化を図るべく高速長距離フェリーの建造を計画。
ニューすずらん、ニューゆうかりの代船として、僚船のすいせんと共に石川島播磨重工業東京第1工場で建造され、1996年6月11日に敦賀 - 小樽航路に就航した。就航当時はディーゼルエンジンの大型商船では世界最速のフェリーで、従来片道30時間で2隻週4往復だったスケジュールが片道21時間のデイリーサービスに改められた。船名は北海道を代表する花であるスズランに由来する。
なお、本船の就航で航路の運航コストが2割増加したため小樽-敦賀航路には急行料金が設定された。カラーリングは従来から変更されスピードと快適性を表現した青色の帯を施したものとなっている。1997年5月には、日本造船学会「シップ・オブ・ザ・イヤー」をフェリーでは初めて受賞した。しかし高速性を重視し車両甲板の車線を通常の8から7に減らしたことで積載量が減少したこともあり採算性に乏しく、安価な燃油代と合わせてフリート全体の収支で採算を確保する形としていたことやエンジンの拡張に限界が生じたため通常のディーゼルエンジン式による高速化は本船型のみとなった。
後に北海道側の発着地の変更により、2002年9月から敦賀 - 苫小牧航路での運航となった。2代目すずらんの就航により、2012年6月19日をもって定期運航から引退した。定期航路からの引退後は、防衛省にチャーターされ、はくおうに改名して運航されている。

## 設計
2隻でのデイリー運航のため、3時間の港湾荷役作業時間を除いた片道21時間以内の航行を実現するべくシーマージン15%で29ノット以上の速度が要求され、高速化を重視し幅は従来の200m級フェリーより1.5m狭い25m、船底形状は鋭角化し主機台を台形化し復元性を維持、積載量は従来より少ない12mトラック130台・乗客約500人とした。全長はタグボートを必要としない200m以下の199.5m、喫水は小樽港・敦賀港の深さに合わせ7.5m以下とした。船殻には強力甲板・車両甲板・外板・縦フレームに高張力鋼板を用いての軽量化を行い、船底付近の外板や二重底には軟鋼材を用い重心の低下を図った。
主機はディーゼルユナイテッド（現IHI原動機）が開発した最新の1気筒1,800馬力を発揮するDU-SEMT Pielstick 18PC4-2Bを採用し、推進装置は川崎重工業と共同開発した大型形状のプロペラを採用し2軸1舵で軽量化と速力向上を図りバウスラスターとスタンスラスターで操舵性をカバーした。

## 船内
船体は6層構造で上部から羅針儀船橋甲板、航海船橋甲板、A甲板、B甲板、C甲板、D甲板、第2甲板、タンクトップとなっている。航海船橋甲板、A甲板、B甲板が旅客区画および乗組員区画、C甲板とD甲板が車両積載区画で、D甲板以下の階層に機関室が設けられている。ランプウェイは、C甲板およびD甲板の右舷船尾に各1箇所、D甲板の船尾中央に1箇所装備している。
船内は「クルージングリゾート」を追求したものとなっており、居住性重視の公室やプライバシーを確保した外側客室、バリアフリー対応のためのエレベーターを設置し振動騒音対策のためエンジン下部にゴム防震装置を設置。内装コンセプトは「色」をキーワードに5階に緑・4階に赤・3階に青の基調色をあしらった。
車両甲板には細い船型によるトラックの回転困難を緩和すべく直径14mのターンテーブルを設置したほか、リフタブルカーデッキをトラック10台・乗用車40台分の約430平方メートル設け乗用車80台が積載可能となっていた。

### 船室
- スイートルーム（ダブル・4室 5階） - 専用テラス付
- 特等→デラックスルームB・海側（ツイン・14室、和室・6室 5階）
- 1等→ステートルームB・海側（4階ツイン26室・和室10室、3階二段ベッド34室）
- 2等→ツーリストA（内側 3階）
  - 二段ベッド・10室（旧2等洋室）
  - カーペットルーム・2室（旧2等和室）
- ドライバールーム（3階4室）・内側

### 設備
5階
- ビデオシアター

4階
- ゲームルーム
- チルドレンルーム
- ビデオルーム
- レストラン「Tricolor」
- カフェテリア
- グリル「Salon De Rose」
- プロムナード
- スポーツルーム
- ジャグジー（夏期のみ）
- サウナ
- シャワー

3階
- 売店
- フォワードサロン「Blue Adriatic」
- 展望浴室
- ドライバー浴室
- ドライバー食堂
- ペットスペース

## 事故・インシデント

### 機関損傷
2003年10月28日、0時50分ごろ、苫小牧港から敦賀港へ向けて航行中、左舷主機の始動空気管の過熱が確認されたため、左舷主機を停止して右舷主機のみで航行を継続しながら、当該部の部品交換が試みられたが、作業が困難だったため復旧を断念して苫小牧港に引き返した。事故原因は主機始動弁の弁棒ナットの締め付けトルクが指定されておらず、整備の際に過大トルクで締め付けられていた左舷主機b列3番シリンダの弁棒ナットが折損したためであった。

### 乗組員死亡
2006年8月1日、1時10分ごろ、敦賀港で車両の積付け作業中に甲板員がトレーラーと船体の間に挟まれ死亡した。すずらんの車両積付け作業の安全措置が不十分であったこと、運航管理者の船内作業の安全確保に関する管理が不十分であったこととされた。